# Festuca tschatkalica
Festuca tschatkalica är en gräsart som beskrevs av Evgenii Borisovich Alexeev. Festuca tschatkalica ingår i släktet svinglar, och familjen gräs. Inga underarter finns listade i Catalogue of Life.